# Staré Labe u Hradce Králové
Staré Labe u Hradce Králové je vodní plocha o rozloze 8,0 ha vzniklá jako slepé rameno řeky Labe po provedení její regulace na počátku 20. století u Hradce Králové. Slepé rameno se nalézá v lukách při místní části Třebeš, asi půl kilometru jižně od areálu fakultní nemocnice Hradec Králové. 
Staré Labe u Hradce Králové je využíváno pro sportovní rybolov. Po jeho jižním okraji vede Hradubická labská cyklostezka, která dále pokračuje podél hlavního toku Labe a po 700 metrech překonává lávkou další slepé rameno Jesípek.

## Galerie

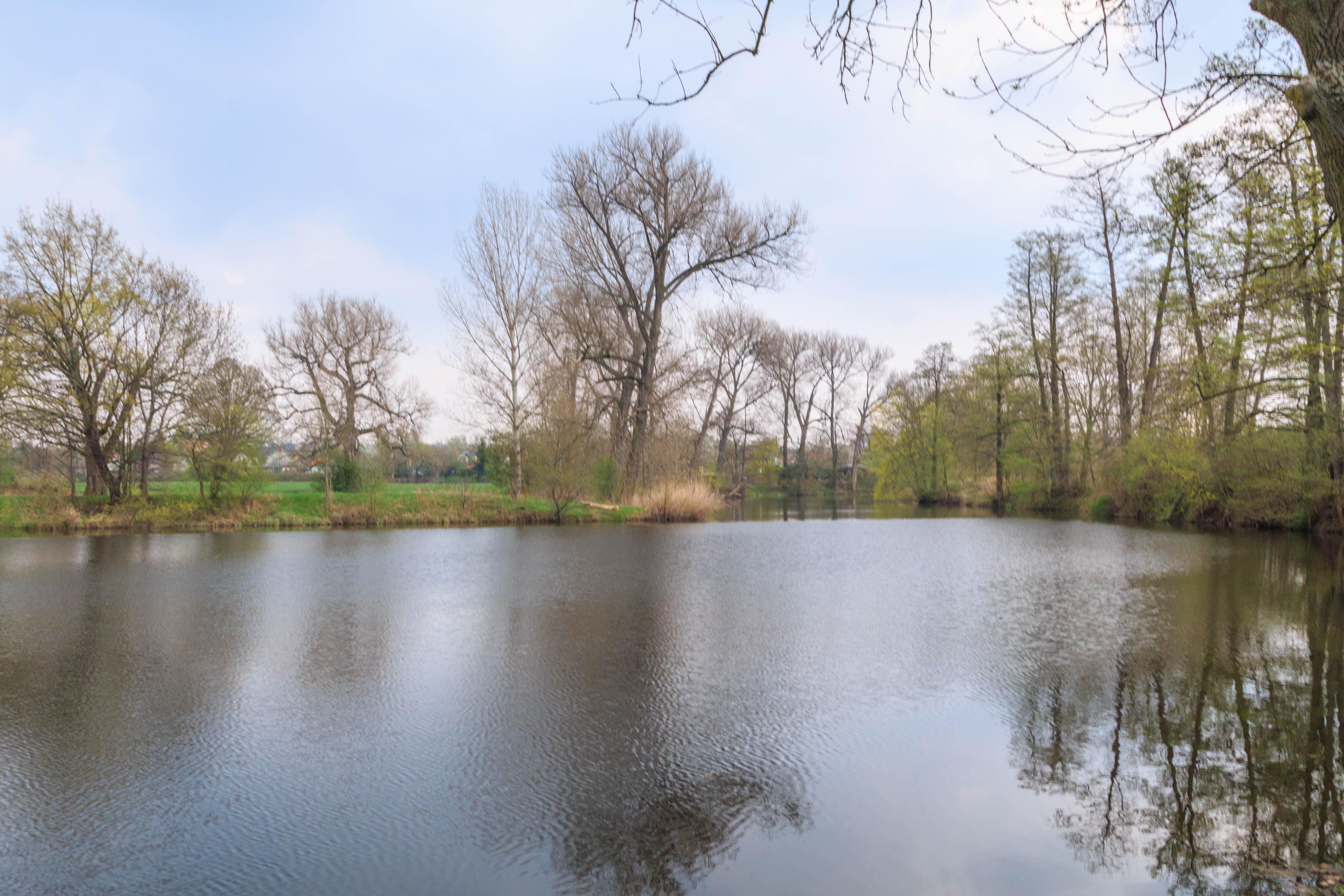
pohled na Staré rameno Labe u Hradce Králové
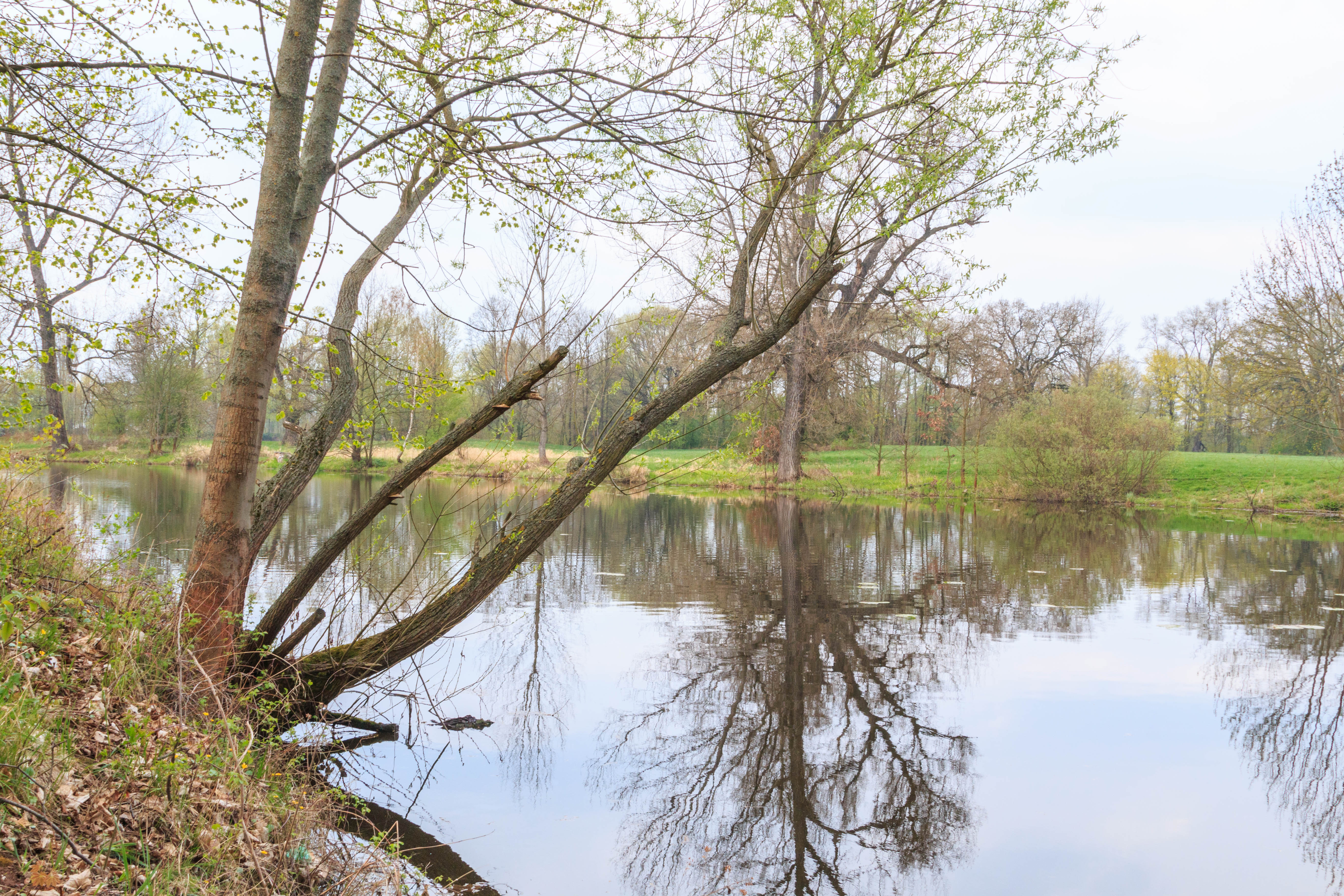
pohled na Staré rameno Labe u Hradce Králové
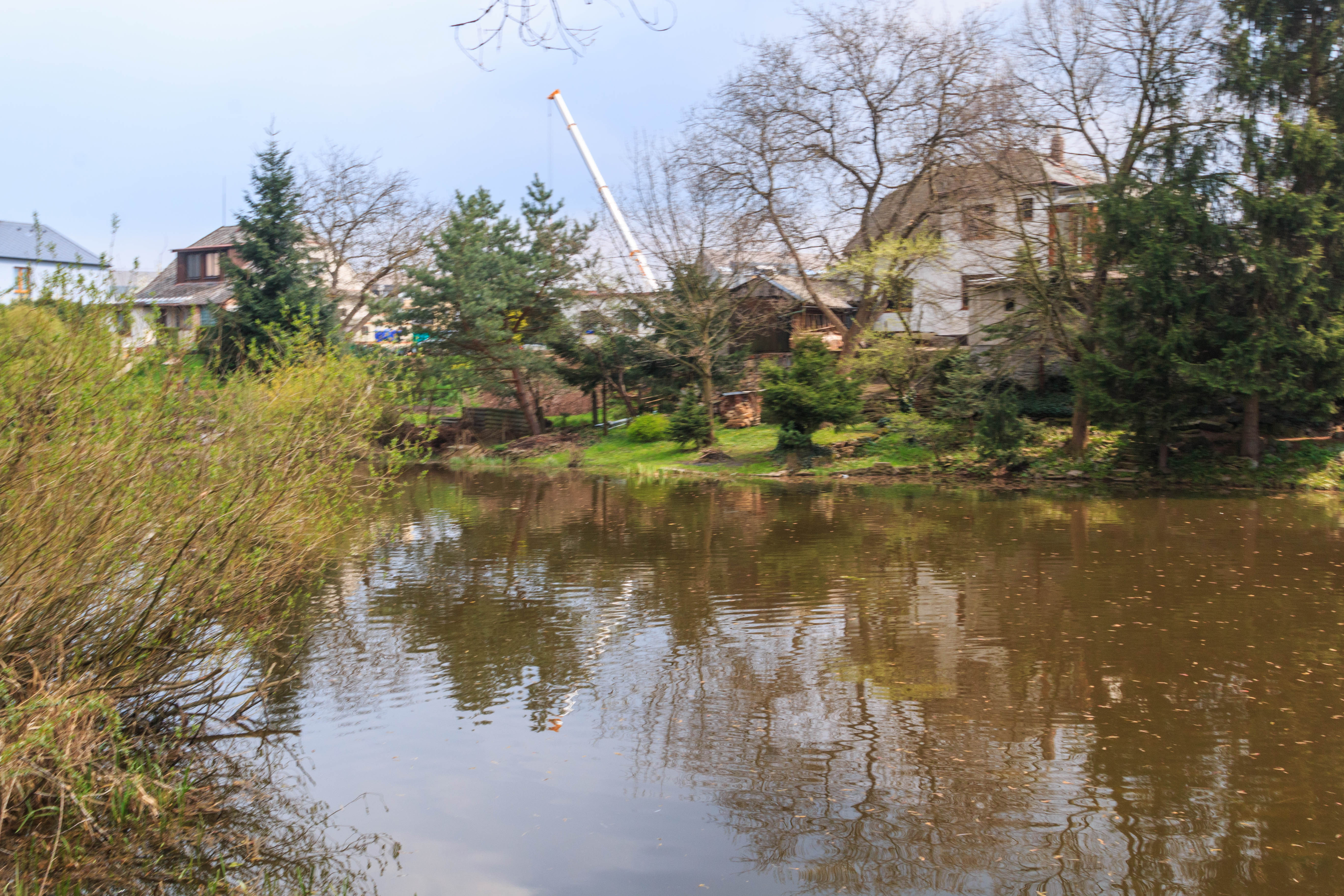
pohled na Staré rameno Labe u Hradce Králové
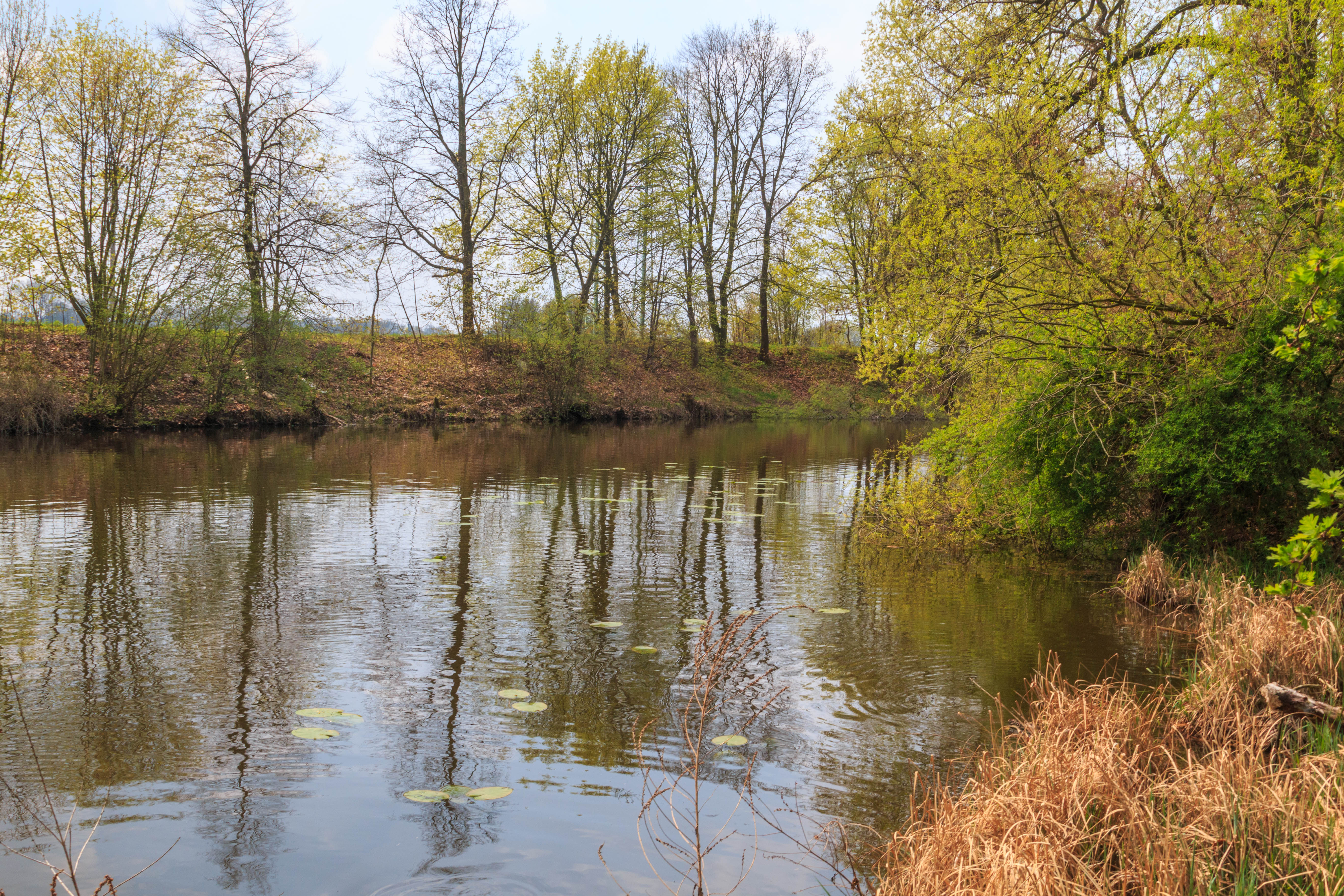
pohled na Staré rameno Labe u Hradce Králové